# ادن بریج
اِدن بریج (به انگلیسی: Edenbridge) یک گروه موسیقی اتریشی سبک سمفونیک متال است که در سال ۱۹۹۸ پایه گذاشته شد و تاکنون ۸ آلبوم منتشر کرده است.

## اعضای گروه

### اعضای فعلی
- Sabine Edelsbacher – خواننده (1998–تاکنون)
- Lanvall – گیتار، کیبورد، پیانو (1998–تاکنون)
- Max Pointner – درامز (2008–تاکنون)
- Dominik Sebastian – گیتار (2009–تاکنون)
- Wolfgang Rothbauer – گیتار بیس (2013–تاکنون)

## آلبوم‌ها
- طلوع خورشید در بهشت (۲۰۰۰)
- رازهای کیمیاگری (۲۰۰۱)
- اوج (۲۰۰۳)
- درخشش (۲۰۰۴)
- طراحی بزرگ (۲۰۰۶)
- رویای زمین من (۲۰۰۸)
- بازی یک نفره (ورق) (۲۰۱۰)
- اتصال (۲۰۱۳)